# 拉哈布拉高地 (加利福尼亚州)
拉哈布拉高地（英語：La Habra Heights），是美国加利福尼亚州洛杉矶县下属的一座城市。建市于1978年12月4日，面积大约为6.16平方英里（16平方公里）。根据2010年美国人口普查，该市有人口5,325人。